# 袁家骝
袁家骝（1912年4月5日—2003年2月11日），河南省安阳县（今安阳市）人，袁世凯之孙，袁克文之子，中華民國物理学家，母親為袁克文外室花元春，祖母是袁世凯的三姨太朝鲜人金氏，曾獲中華民國總統蔣經國頒授「三等景星勳章」。

## 生平
1928年，袁家骝考入天津英租界天主教学校天津工商大学。
1930年，三年级时转学袁家骝進入燕京大学学习物理，师从著名理论物理学家谢玉铭。1932年毕业，1934年获该校硕士学位。1936年，经当时美驻华大使司徒雷登引荐，赴美深造。入加州大學柏克萊分校研究院研读，与吴健雄同在该校攻读物理学，一年后受聘为加州理工学院物理系助教。1940年获该校博士学位，后留校任物理研究员两年。1942年至1946年在美国无线电公司（RCA）研究所作为物理学家参与研究工作。
袁家骝在1942年5月30日与吴健雄结为夫妇。吴健雄女士是世界上首颗原子弹研制人员中唯一的女性。二次大战后，袁家骝先后在美国国家科学实验室和普林斯顿大学长期从事基础物理研究，在“中子的来源”、“高能质子加速器”、“共振物理学”等领域都有新发现和新成就，兩人並有一子袁偉承（後亦成就為物理學博士）。
1940年底，發現當時最具代表性的「宇宙射線中子的來源」。
1950年，參與建造美國布魯克黑文國家實驗室，此實驗室為人類史中第一部「高能質子加速器」。
1959年，當選中華民國中央研究院第3屆院士(數理科學組)。
1981年，曾建議中華民國，於國內興建一座「同步輻射加速器」，以提升物理研究基礎與提高相關應用科學研究之水準。並於1993年，終於成功儲存「同步輻射電子束」，讓臺灣成為亞洲第一個擁有「第三代同步輻射」設施的地区。
1982年，榮獲中華民國總統頒授「三等景星勳章」，以表彰其對臺灣科學發展的特殊貢獻。
袁於2001年6月底赴天津參加學術會議期間突發心肌梗塞，同年7月13日轉入北京協和醫院A級二病房並長期住院，住院期間作息正常，只是需以拐杖走路，至2003年2月6日因心肌梗塞與腦血栓病情加重被送至加護病房，至2月11日下午13:27因心臟衰竭病逝北京協和醫院，告別儀式19日在北京八寶山革命公墓舉行，及後下葬在江蘇省太倉市瀏河鎮的明德學校裡其妻子吳健雄墓園旁邊。

## 成就
袁家骝是一位名闻遐迩的高能物理学家，二战期间应邀参加美国政府的国防科研工作，协助制造雷达，战后入普林斯顿大学从事宇宙研究，后又在美国布鲁克海芬国家实验室工作，从事核子科学基本理论的研究，任高级研究员。他在高能物理、高能加速器、粒子探测系统、宇宙线、无线电定向、频率调制和雷达系统研究上均有很高的造诣。
袁家骝的研究工作涉及高能物理、高能加速器和粒子探测系统、宇宙线、无线电定向探测、调频雷达系统等。袁家骝于1964年编著《物质的本性；高能物理学的目的》，又和吴健雄于1961年合作编著《实验物理学方法·原子核物理》。

## 外部連結
- 《高能物理實驗大師袁家騮（页面存档备份，存于）》，陳富香 著，行政院國家科學委員會（繁體中文）
- 《袁家骝先生在生命最后的日子里（页面存档备份，存于）》，中新社2003年2月20日 （简体中文）
- 《文质儒雅嗜书如命的袁家骝（页面存档备份，存于）》，京華時報2003年2月12日 （简体中文）
- 《袁家騮 逝世院士一覽表（页面存档备份，存于）》中央研究院 （繁體中文）